# Fritz Lenz
Fritz Lenz, född 9 mars 1887 i Pflugrade, Landkreis Naugard, Provinsen Pommern, död 6 juli 1976 i Göttingen, Niedersachsen, var en tysk promoverad läkare, antropolog, humangenetiker och eugeniker.
Tillsammans med Erwin Baur och Eugen Fischer utgav Lenz år 1921 Grundriss der menschlichen Erblichkeitslehre und Rassenhygiene. Lenz menade, att den tyska nationen är den nordiska rasens sista fristad och stödde därmed Tredje rikets raspolitik. Adolf Hitler läste boken, när han satt på Landsbergs fästning. Lenz och Günthers teorier kom senare att influera Reichsführer-SS Heinrich Himmler, när denne realiserade den nazistiska eugeniken. Detta skedde å ena sidan genom urvalsavel inom SS och å den andra genom Einsatzgruppens massarkebuseringar, eutanasiprogrammet Aktion T4 samt förintelselägren Auschwitz, Bełżec, Chełmno, Majdanek, Sobibór och Treblinka.